# 西单清真寺
39°54′29″N 116°22′01″E / 39.9080477°N 116.3670522°E
西单清真寺，位于北京市西城区西单，是一座伊斯兰教清真寺。现已无存。

## 歷史
1903年，应王浩然之邀，张德纯（字子文）到北京西单牌楼清真寺（当时又称“牛街下寺”）担任第一任教长。1905年，丁宝臣至西单牌楼清真寺，独立行医，并且兼《天津商报》撰稿人。1912年7月7日，王宽、马邻翼等回族上层人士在花市清真寺成立中国回教俱进会，马邻翼为会长，王宽为副会长。这是中国穆斯林首个全国性宗教团体。后来该会会址设在西单清真寺。1925年2月6日，《穆声报》在西单清真寺创办。
张德纯是晚清秀才，在西单清真寺任教长时，与京剧大师马连良之父马西园是好友。张德纯于1920年代初到奉天创办“文化清真寺”，1936年又创办奉天私立回教文化学院并任院长。为觅新校址，1942年张德纯请马连良来奉天唱义务戏，筹款买校舍。1930年改组之后的“中国回族青年会”在西单清真寺成立，会员多为西北中学、成达师范的学生，主办并出版《回族青年》。1937年抗日战争爆发，日军攻占北平，大部分会员离开北平。1936年，北平有些汉族商贩为赢得回民主顾，将自制食品挂上清真标志“汤瓶牌”，冒充清真食品出售。此事被有的回民发现后，强行摘下汤瓶牌，酿成回汉纠纷。为此，中国回教俱进会、北平回民公会、教务研究会于1936年9月27日在西单清真寺举办联席会议，研究解决办法，会议由薛文波主持。会议决定中国回教俱进会、北平回民公会联合组成北平回民食品营业审查委员会，制作统一的汤瓶牌。
1952年，马松亭阿訇接受政务院总理周恩来邀请，从香港回北京，担任西单清真寺教长。他还参加了赴朝慰问团，慰问中国人民志愿军指战员。1953年以后，马松亭先后当选中国回民协进会副主任、中国伊斯兰教协会副会长、中国伊斯兰教经学院副院长、中国回民教育委员会副主任等职务。1957年后，受到不公正待遇，文革中又遭迫害。粉碎“四人帮”后，马松亭冤案获平反，马松亭重新参加各种社会活动。1953年古尔邦节，原北平回教经学院学生马仲达回北京，和当年的老师陈克礼、马坚一起在西单清真寺照了一张照片。中国伊斯兰教协会发起人之一、中国伊斯兰教协会常委庞士谦哈吉曾担任西单清真寺伊玛目。西单清真寺后来拆除，原址兴建西单菜市场。1997年，西单菜市场拆迁。后来原址兴建君太百货商场。